# Bisbat de Ciudad Lázaro Cárdenas
El bisbat de Ciudad Lázaro Cárdenas (castellà:  Diócesis de Ciudad Lázaro Cárdenas, llatí: Dioecesis Civitatis Lazari Cárdenas) és una seu de l'Església Catòlica a Mèxic, sufragània de l'arquebisbat de Morelia, i que pertany a la regió eclesiàstica Don Vasco. L'any 2013 tenia 794.000 batejats sobre una població de 854.000 habitants. Actualment està regida pel bisbe Armando António Ortíz Aguirre.

## Territori
La diòcesi comprèn part dels estats mexicans de Michoacán i Guerrero. Pertanyen set municipis: Aquila, Arteaga, Coahuayana, Lázaro Cárdenas, La Unión, Coahuayutla i José Azueta.
La seu episcopal és la ciutat de Ciudad Lázaro Cárdenas, on es troba la catedral de Crist Rei.
El territori s'estén sobre 14.800 km², i està dividit en 24 parròquies.

## Història
La diòcesi va ser erigida l'11 d'octubre de 1985, mitjançant la butlla Cum probe del Papa Joan Pau II, prenent el territori dels bisbats d'Apatzingán i de Ciudad Altamirano.
Originàriament era sufragània de l'arquebisbat d'Acapulco, però el 25 de novembre de 2006 passà a formar part de la província eclesiàstica de l'arquebisbat de Morelia.

## Cronologia episcopal
- José de Jesús Sahagún de la Parra (11 de setembre de 1985 - 3 de maig de 1993 renuncià)
- Salvador Flores Huerta (3 de maig de 1993 - 30 de setembre de 2006 renuncià)
- Fabio Martínez Castilla (13 de març de 2007 - 19 de febrer de 2013 nomenat arquebisbe de Tuxtla Gutiérrez)
- Armando António Ortíz Aguirre, des del 20 de novembre de 2013

## Estadístiques
A finals del 2013, la diòcesi tenia 794.000 batejats sobre una població de 854.000 persones, equivalent al 93,0% del total.
| any  | població | població | població | sacerdots | sacerdots       | sacerdots       | sacerdots             | diaques | religiosos | religiosos | parròquies |
| ---- | -------- | -------- | -------- | --------- | --------------- | --------------- | --------------------- | ------- | ---------- | ---------- | ---------- |
| any  | batejats | total    | %        | total     | clergat secular | clergat regular | batejats per sacerdot | diaques | homes      | dones      |            |
| 1990 | 483.000  | 526.000  | 91,8     | 31        | 21              | 10              | 15.580                | 1       | 15         | 37         | 17         |
| 1999 | 638.000  | 709.000  | 90,0     | 36        | 24              | 12              | 17.722                | 1       | 19         | 56         | 22         |
| 2000 | 660.600  | 734.000  | 90,0     | 37        | 25              | 12              | 17.854                | 1       | 19         | 72         | 22         |
| 2001 | 660.600  | 734.000  | 90,0     | 38        | 26              | 12              | 17.384                | 1       | 14         | 72         | 22         |
| 2002 | 683.600  | 759.000  | 90,1     | 40        | 27              | 13              | 17.090                | 1       | 14         | 71         | 23         |
| 2003 | 683.600  | 759.000  | 90,1     | 33        | 20              | 13              | 20.715                |         | 16         | 71         | 23         |
| 2004 | 683.600  | 759.600  | 90,0     | 33        | 20              | 13              | 20.715                |         | 16         | 71         | 23         |
| 2006 | 725.000  | 805.000  | 90,1     | 43        | 26              | 17              | 16.860                |         | 21         | 61         | 23         |
| 2013 | 794.000  | 854.000  | 93,0     | 46        | 31              | 15              | 17.260                |         | 20         | 68         | 24         |